# Торребельвічино
Торребельвічино (італ. Torrebelvicino, вен. Torebelvisin) — муніципалітет в Італії, у регіоні Венето, провінція Віченца.
Торребельвічино розташоване на відстані близько 440 км на північ від Рима, 90 км на захід від Венеції, 26 км на північний захід від Віченци.
Населення — 5974 особи (2014).
Покровитель — Святий Лаврентій.

## Демографія
Населення за роками:

Станом на 1 січня 2023 року в муніципалітеті офіційно проживало 408 іноземців з 49 країн, серед них 109 громадян країн Євросоюзу та 16 громадян України.

## Сусідні муніципалітети
- Рекоаро-Терме
- Скіо
- Вальданьо
- Валлі-дель-Пазубіо